# Lijst van burgemeesters van Utrechtse Heuvelrug
Dit is een lijst van burgemeesters van de Nederlandse gemeente Utrechtse Heuvelrug in de provincie Utrecht vanaf haar oprichting op 1 januari 2006.
| Ambtsperiode                      | Naam burgemeester     | Partij of stroming | Bijzonderheden |
| --------------------------------- | --------------------- | ------------------ | -------------- |
| 1 januari 2006 - 1 september 2006 | R.G. (Rudi) Boekhoven | PvdA               | waarnemend     |
| 1 september 2006 - heden          | G.F. (Frits) Naafs    | VVD                |                |